# Lex Ogulnia
Lex Ogulnia – ustawa rzymska wydana w 300 p.n.e., która dopuszczała plebejuszy do rzymskich kolegiów kapłańskich i zwiększała liczbę kapłanów (pontifices)) z pięciu do dziewięciu. Tyberiusz Korunkaniusz był w roku 254 p.n.e. pierwszym plebejuszem piastującym stanowisko wielkiego pontyfika.

## Inne ustawy rzymskie dotyczące plebejuszy
- Lex Hortensia – 287 p.n.e.
- Lex Canuleia – 445 p.n.e.
- Leges Liciniae Sextiae – 367 p.n.e.